# Campeonato Europeo de Atletismo de 1982
El XIII Campeonato Europeo de Atletismo se celebró en Atenas (Grecia) entre el 6 y el 12 de septiembre de 1982 bajo la organización de la Asociación Europea de Atletismo (EAA) y la Federación Helénica de Atletismo. 
Las competiciones se realizaron en el Estadio Olímpico de la capital griega.

## Resultados

### Masculino
| Evento            | Oro                                                                                              | Plata                                                                                          | Bronce                                                                                   |
| ----------------- | ------------------------------------------------------------------------------------------------ | ---------------------------------------------------------------------------------------------- | ---------------------------------------------------------------------------------------- |
| 100 m             | Frank Emmelmann República Democrática Alemana 10,21                                              | Pier Francesco Pavoni · Italia · 10,25                                                         | Marian Woronin · Polonia · 10,28                                                         |
| 200 m             | Olaf Prenzler República Democrática Alemana 20,46                                                | Cameron Sharp Reino Unido 20,47                                                                | Frank Emmelmann República Democrática Alemana 20,60                                      |
| 400 m             | Hartmut Weber Alemania Occidental 44,72                                                          | Andreas Knebel República Democrática Alemana 45,29                                             | Viktor Markin Unión Soviética 45,30                                                      |
| 800 m             | Hans-Peter Ferner Alemania Occidental 1:46,33                                                    | Sebastian Coe Reino Unido 1:46,68                                                              | Jorma Härkönen · Finlandia · 1:46,90                                                     |
| 1500 m            | Steve Cram Reino Unido 3:36,49                                                                   | Nikolai Kirov Unión Soviética 3:36,99                                                          | José Manuel Abascal · España · 3:37,04                                                   |
| 5000 m            | Thomas Wessinghage Alemania Occidental 13:28,90                                                  | Werner Schildhauer República Democrática Alemana 13:30,03                                      | David Moorcroft Reino Unido 13:30,42                                                     |
| 10000 m           | Alberto Cova · Italia · 27:41,03                                                                 | Werner Schildhauer República Democrática Alemana 27:41,21                                      | Martti Vainio · Finlandia · 27:42,51                                                     |
| 110 m vallas      | Thomas Munkelt República Democrática Alemana 13,41                                               | Andréi Prokófiev Unión Soviética 13,46                                                         | Arto Bryggare · Finlandia · 13,60                                                        |
| 400 m vallas      | Harald Schmid Alemania Occidental 47,48                                                          | Alexandr Yatsevich Unión Soviética 48,60                                                       | Uwe Ackermann República Democrática Alemana 48,64                                        |
| 3000 m obstáculos | Patriz Ilg Alemania Occidental 8:19,52                                                           | Bogusław Mamiński · Polonia · 8:19,22                                                          | Domingo Ramón · España · 8:20,48                                                         |
| 20 km marcha      | Josep Marín · España · 1:23:43                                                                   | Jozef Pribilinec Checoslovaquia 1:25:55                                                        | Pavol Blažek Checoslovaquia 1:26:13                                                      |
| 50 km marcha      | Reima Salonen · Finlandia · 3:55:29                                                              | Josep Marín · España · 3:59:18                                                                 | Bo Gustafsson · Suecia · 4:01:21                                                         |
| Maratón           | Gerard Nijboer · Países Bajos · 2:15:16                                                          | Armand Parmentier · Bélgica · 2:15:51                                                          | Karel Lismont · Bélgica · 2:16:04                                                        |
| Salto de altura   | Dietmar Mögenburg Alemania Occidental 2,30 m                                                     | Dietmar Mögenburg · Polonia · 2,27 m                                                           | Gerd Nagel Alemania Occidental 2,24 m                                                    |
| Salto con pértiga | Alexandr Krupski Unión Soviética 5,60                                                            | Vladimir Poliakov Unión Soviética 5,60                                                         | Atanas Tarev Bulgaria 5,60                                                               |
| Salto de longitud | Lutz Dombrowski República Democrática Alemana 8,41                                               | Antonio Corgos · España · 8,19                                                                 | Jan Leitner Checoslovaquia 8,08                                                          |
| Salto triple      | Keith Connor Reino Unido 17,29                                                                   | Vasili Grishchenkov Unión Soviética 17,15                                                      | Béla Bakosi · Hungría · 17,04                                                            |
| Peso              | Udo Beyer República Democrática Alemana 21,50                                                    | Janis Bojars Unión Soviética 20,81                                                             | Remigius Machura Checoslovaquia 20,59                                                    |
| Disco             | Imrich Bugár Checoslovaquia 66,64                                                                | Igor Duginets Unión Soviética 65,60                                                            | Wolfgang Warnemünde República Democrática Alemana 64,20                                  |
| Martillo          | Yuri Sedyj Unión Soviética 81,66                                                                 | Igor Nikulin Unión Soviética 79,44                                                             | Serguei Litvinov Unión Soviética 78,66                                                   |
| Jabalina          | Uwe Hohn República Democrática Alemana 91,34                                                     | Heino Puuste Unión Soviética 89,56                                                             | Detlef Michel República Democrática Alemana 89,32                                        |
| 4 × 100 m         | Unión Soviética 38,60 Serguei Sokolov Aleksandr Aksinin Andréi Prokófiev Nikolái Sídorov         | República Democrática Alemana 38,71 Detlef Kübeck Olaf Prenzler Thomas Munkelt Frank Emmelmann | Alemania Occidental 38,71 Christian Zirkelbach Christian Haas Peter Klein Erwin Skamrahl |
| 4 x 400 m         | República Democrática Alemana 3:00,51 Erwin Skamrahl Harald Schmid Thomas Giessing Hartmut Weber | Reino Unido 3:00,68 David Jenkins Garry Cook Todd Bennett Phil Brown                           | Unión Soviética 3:00,80 Pavel Roshchin Pavel Konovalov Viktor Markin                     |
| Decatlón          | Daley Thompson Reino Unido 8.743 pts.                                                            | Jürgen Hingsen Alemania Occidental 8.517 pts.                                                  | Siegfried Stark República Democrática Alemana 8.433 pts.                                 |

### Femenino
| Evento            | Oro                                                                                         | Plata                                                                                          | Bronce                                                                                    |
| ----------------- | ------------------------------------------------------------------------------------------- | ---------------------------------------------------------------------------------------------- | ----------------------------------------------------------------------------------------- |
| 100 m             | Marlies Göhr República Democrática Alemana 11,01                                            | Bärbel Wöckel República Democrática Alemana 11,20                                              | Rose-Aimée Bacoul Francia 11,29                                                           |
| 200 m             | Bärbel Wöckel República Democrática Alemana 22,04                                           | Kathy Smallwood Reino Unido 22,13                                                              | Sabine Rieger República Democrática Alemana 22,51                                         |
| 400 m             | Marita Koch República Democrática Alemana 48,16                                             | Jarmila Kratochvílová Checoslovaquia 48,85                                                     | Taťána Kocembová Checoslovaquia 50,55                                                     |
| 800 m             | Olga Mineyeva Unión Soviética 1:55,41                                                       | Liudmila Veselkova Unión Soviética 1:55,96                                                     | Margit Klinger Alemania Occidental 1:57,22                                                |
| 1500 m            | Olga Dvirna Unión Soviética 3:57,80                                                         | Zamira Zaitseva Unión Soviética 3:58,82                                                        | Gabriella Dorio · Italia · 3:59,02                                                        |
| 3000 m            | Svetlana Ulmasova Unión Soviética 8:30,28                                                   | Maricica Puică · Rumania · 8:33,33                                                             | Yelena Sipatova Unión Soviética 8:34,06                                                   |
| 100 m vallas      | Lucyna Kałek · Polonia · 12,45                                                              | Yordanka Donkova Bulgaria 12,54                                                                | Kerstin Knabe República Democrática Alemana 12,54                                         |
| 400 m vallas      | Ann-Louise Skoglund · Suecia · 54,58                                                        | Petra Pfaff República Democrática Alemana 54,90                                                | Chantal Réga Francia 54,94                                                                |
| Maratón           | Rosa Mota Portugal 2:36:03                                                                  | Laura Fogli · Italia · 2:36:28                                                                 | Ingrid Kristiansen · Noruega · 2:36:38                                                    |
| Salto de altura   | Ulrike Meyfarth Alemania Occidental 2,02 m                                                  | Tamara Bykova Unión Soviética 1,97 m                                                           | Sara Simeoni · Italia · 1,97 m                                                            |
| Salto de longitud | Valeria Ionescu · Rumania · 6,79                                                            | Anişoara Cuşmir · Rumania · 6,73                                                               | Yelena Ivanova Unión Soviética 6,73                                                       |
| Peso              | Ilona Slupianek República Democrática Alemana 21,59                                         | Helena Fibingerová Checoslovaquia 20,94                                                        | Nunu Abashidze Unión Soviética 20,82                                                      |
| Disco             | Tsvetanka Jristova Bulgaria 68,34                                                           | Mariya Vergova Bulgaria 67,94                                                                  | Gaina Savinkova Unión Soviética 67,82                                                     |
| Jabalina          | Anna Verouli · Grecia · 70,02                                                               | Antje Kempe República Democrática Alemana 67,94                                                | Sofía Sakorafa · Grecia · 67,04                                                           |
| 4 × 100 m         | República Democrática Alemana 42,19 Gesine Walther Bärbel Wöckel Sabine Rieger Marlies Göhr | Reino Unido 42,66 Wendy Hoyte Kathy Smallwood-Cook Beverley Goddard Shirley Thomas             | Francia 42,69 Laurence Bily Marie-Christine Cazier Rose-Aimée Bacoul Liliane Gaschet      |
| 4 x 400 m         | República Democrática Alemana 3:19,05 Kirsten Siemon Sabine Busch Dagmar Rübsam Marita Koch | Checoslovaquia 3:22,17 Věra Tylová Milena Matejkovičová Taťána Kocembová Jarmila Kratochvílová | Unión Soviética 3:22,79 Yelena Didilenko Irina Olkhovnikova Olga Mineyeva Irina Baskakova |
| Heptatlón         | Ramona Neubert República Democrática Alemana 6.322 pts.                                     | Sabine Möbius República Democrática Alemana 6.594 pts.                                         | Sabine Everts Alemania Occidental 6.418 pts.                                              |

## Medallero
| Núm. | País           | Oro | Plata | Bronce | Total |
| ---- | -------------- | --- | ----- | ------ | ----- |
| 1    | RDA            | 14  | 8     | 7      | 29    |
| 2    | RFA            | 7   | 1     | 4      | 12    |
| 3    | URSS           | 6   | 12    | 8      | 26    |
| 4    | Reino Unido    | 3   | 5     | 1      | 9     |
| 5    | Checoslovaquia | 1   | 4     | 4      | 9     |
| 6    | España         | 1   | 2     | 2      | 5     |
| 6    | Italia         | 1   | 2     | 2      | 5     |
| 8    | Bulgaria       | 1   | 2     | 1      | 4     |
| 8    | Polonia        | 1   | 2     | 1      | 4     |
| 10   | Rumania        | 1   | 2     | 0      | 3     |
| 11   | Finlandia      | 1   | 0     | 3      | 4     |
| 12   | Grecia         | 1   | 0     | 1      | 2     |
| 12   | Suecia         | 1   | 0     | 1      | 2     |
| 14   | Países Bajos   | 1   | 0     | 0      | 1     |
| 14   | Portugal       | 1   | 0     | 0      | 1     |
| 16   | Bélgica        | 0   | 1     | 1      | 2     |
| 17   | Francia        | 0   | 0     | 3      | 3     |
| 18   | Hungría        | 0   | 0     | 1      | 1     |
| 18   | Noruega        | 0   | 0     | 1      | 1     |
|      | TOTAL          | 41  | 41    | 41     | 123   |